# Aina Maria Sansó Rosselló
Aina Mª Sansó Rosselló (Manacor, 31 de març de 1960 - Palma, 18 de juliol de 2017) fou una mestra d'escola i musicòloga experta en la cultura popular de Mallorca.
Aina Sansó va ser, juntament amb Maria Coloma Gelabert i Maria Galmés, una de les tres recuperadores de la dansa dels Cossiers a Manacor, actualment en mans de l'Escola de Mallorquí de Manacor.Aquestes tres estudiants de magisteri de la UIB feren per a l'assignatura de Cultura Popular que aleshores impartia Biel Majoral, un treball on presentaven un estudi sobre les quatre danses tradicionals de figura a Manacor: els Cossiers, els Moretons, els Indis i els Nanets de Fartaritx. A partir d'aquell treball va aprofundir en l'estudi de la dansa popular de Mallorca. L'any 1981, més de trenta anys després de la última aparició pública amb ball, es va recuperar la dansa dels Cossiers a Manacor seguint en actiu a dia d'avui.
Aina Sansó exercí com a mestra en diversos centres educatius de Palma, i destacà pel seu compromís amb la música coral, tant en l’àmbit educatiu com en l’associatiu. Participà activament en diverses corals, com el Cor de Mestres Cantaires, i impulsà formacions juvenils als centres on treballava. Fou col·laboradora habitual de l’Agrupació Cultural de Porreres, especialment en l’organització d’actes musicals, i redactora de la revista Llum d’Oli, on publicà cròniques i articles d’opinió sobre l'activitat musical local.
L’any 2018, l’Escola Municipal de Mallorquí de Manacor incorporà el Fons Aina Sansó, un arxiu documental dedicat a la dansa dels Cossiers, fruit de la tasca de recerca realitzada per Sansó al llarg dels anys. El 2022 fou nomenada filla il·lustre de Manacor.

## Obra
- Sansó Rosselló, Aina Maria. DVD Els Cossiers de Manacor.  Servei de Vídeo Digital, Escola Municipal de Mallorquí, 2005.
- Sansó Rosselló, Aina Maria. Els Cossiers de Manacor. Documents, històries i vivències.  Manacor: Escola Municipal de Mallorquí, Ajuntament de Manacor, 1991.